# Гидроксиэтилцеллюлоза
Гидроксиэтилцеллюлоза, ГЭЦ — гелеобразователь и загуститель, широко используемый в косметике, чистящих растворах и других продуктах бытовой химии. 
Гидроксиэтилцеллюлоза наряду с метилцеллюлозой часто используется с гидрофобными лекарствами в форме капсул для улучшения растворения лекарств в жидкостях желудочно-кишечного тракта, этот процесс называется гидрофилизацией.
В нефтегазовой промышленности гидроксиэтилцеллюлоза (под названием ГЭЦ) широко используется в качестве добавки к буровому раствору. Другие  её применения в промышленности: в красках и покрытиях, в керамике, клеях, эмульсионной полимеризации, строительстве, сварочных прутьях, карандашах и шпатлёвках.
Гидроксиэтилцеллюлоза может быть одним из основных ингредиентов интимных смазок на водной основе. Она также является ключевым ингредиентом в смеси,используемой для надувания больших мыльных пузырей, так как она хорошо растворяется в воде и придаёт структурную прочность мыльному пузырю. Наряду с другими гелеобразователями и загустителями гидроксиэтилцеллюлоза часто используется в составе слайма (амер. Slime) или гаджа (брит. Gunge) (слизи в смешных шоу).
Гидроксиэтилцеллюлозу получают из целлюлозы.
Гидроксиэтилцеллюлозу продают под торговыми названиями «Natrosol», «Cellosize», «ГЭЦ», «оксиэтилцеллюлоза».

## Физические свойства
Гидроксиэтилцеллюлоза в сухом виде представляет собой белый порошок. Она хорошо растворяется в воде, образуя прозрачный гель, который не кристаллизуется.
Вязкость 1 % её раствора по Брукфильду равна 4200.
Гидроксиэтилцеллюлоза абсорбирует жир и обладает обезжиривающим действием.

## Химические свойства
pH 1 % раствора гидроксиэтилцеллюлозы равен 7,8.
Это вещество устойчиво в диапазоне pH от 2 до 12. Также оно устойчиво при нагреве.
Гидроксиэтилцеллюлоза совместима со спиртом, хлоридами, нитратами, карбонатами, с большинством ПАВ, с полярными органическими растворителями, совместима с другими водорастворимыми синтетическими и природными полимерами.

## Биологические действие и потребительские свойства
Гидроксиэтилцеллюлоза полностью биологически разлагаема, при этом не образуются вредные для живых существ соединения, в том числе и промежуточные продукты биохимических реакций.
Это гипоаллергенное вещество, оно не раздражает кожу, хорошо подходит для гипоаллергенных косметических средств, в том числе для детских кремов и лосьонов.
Нанесённая на кожу гидроксиэтилцеллюлоза обеспечивает её коллоидную защиту и обезжиривает (пригодна для кремов, наносимых на себопрофицитную кожу), удерживает влагу и облегчает впитывание других компонентов косметического средства.
В декоративной косметике гидроксиэтилцеллюлоза устойчива к лёгким прикосновениям (не смазывается), противостоит высокой влажности и устойчиво к слезам (не смывается), при этом она не мешает при удалении косметического средства с кожи.
Гель на основе гидроксиэтилцеллюлозы не боится спирта, что позволяет применять его в роликовых дезодорантах с добавлением спирта, в средствах до бритья и после него.

## Получение
Гидроксиэтилцеллюлозу получают гидроксилированием ощелоченной целлюлозы этиленоксидом или этиленхлоргидрином.

## Применение
Гидроксиэтилцеллюлоза используется для приготовления гелей, загущения водной фазы смесей и стабилизации эмульсий. Она используется для создания гелей для душа, в декоративной косметике используется как связывающий компонент, улучшающий адгезию и препятствующий осыпанию пудр, румян и теней.
Гидроксиэтилцеллюлоза встречается в рецептурах под названиями «Natrosol», «Cellosize», «ГЭЦ» (гидроксиэтиловый эфир целлюлозы), «оксиэтилцеллюлоза».
В составе гелей используется 1–3 % гидроксиэтилцеллюлозы, а в кремах — 0,1–0,5 %.
Будучи устойчивой к нагреву, гидроксиэтилцеллюлоза переносит высокую температуру хранения и подогрев без потери своих свойств.
Гидроксиэтилцеллюлоза используется как загуститель в антиперспирантах и других косметических композициях с повышенным содержанием солей.